# 田園調布せせらぎ公園・せせらぎ館
田園調布せせらぎ公園・せせらぎ館（でんえんちょうふせせらぎこうえん・せせらぎかん）は、東京都大田区の多摩川園跡地に整備設置された公園。敷地内のせせらぎ館に大田区立図書館の分館となる図書サービスコーナー、カフェ、多目的室、集会室を備え、多目的広場、体育施設など、大田区民の地域文化活動の拠点として整備された体験学習施設であり、休憩施設となっている。2006年（平成18年）開園。

## 沿革
立川市から大田区まで約30キロには多摩川の河岸段丘である国分寺崖線が断続的に連なる。
昭和期、その崖線と現在の東急電鉄多摩川駅との間に最高低差20メートルの地形を活かした遊園地「多摩川園」があった。1979年（昭和54年）に多摩川園が閉園後、多摩川園ラケットクラブとして2002年（平成14年）まで運営されていた。
2003年（平成15年）、大田区は多摩川園の跡地の一部を公園用地として取得し、翌2004年（平成16年）から一般開放を始める。名称は、2006年（平成18年）7月に公募により決定。田園調布せせらぎ公園としての本格的な開放は2006年（平成18年）から始まり、2008年（平成20年）には第1回田園調布グリーンフェスタが開催されるなど、以来、田園調布エリアの地域活性化の拠点のひとつとなっている。
その後、園内設備の老朽化を受け、大田区は区で策定した公共施設適正配置方針に則って整備を進めることとなった。その際、園の休憩所と、近隣に所在した田園調布富士見会館の機能を集約した新たな文化施設とすることが検討され、「（仮称）田園調布せせらぎ公園文化施設」、のちの「田園調布せせらぎ公園・せせらぎ館」が検討された。2017年（平成29年）春にプロポーザルを行い、設計者は隈研吾建築都市設計事務所に決まる。
田園調布せせらぎ公園は、テニスコートなどに改修されて失われていた崖線の原風景の懐古をメインテーマに設計された。

## 施設・設備
公園敷地は多摩川に面した段丘に広がり、園内の雑木林の崖裾、南北2か所から湧水がわき出でて園内を流れる小川を形成する。このせせらぎが名前の由来である。
季節の移ろいに伴い、様々な生き物や植物を観察することができ、園ではその生態系を紹介する『田園調布せせらぎ公園の生きものたち』を作成、刊行している。園内散策路では自然の趣を残すため、落ち葉の清掃を控えている場所もある。園内の植物のうち、2016年（平成28年）3月指定の樹高20メートルのシラカシと、イチョウの2本が「おおたの名木選」31本のうちに選ばれている。
敷地内はすべて、大田区野外における喫煙マナー等に関する条例と、東京都受動喫煙防止条例対象施設となっている。
- せせらぎ館
  - 図書スペース - 詳細は後述。
  - カフェ - 館内利用のほか、公園内でのピクニックを想定したテイクアウトメニューを備える[7]。
  - 公民館機能 - 多目的室3室、和室1室、集会室4室が地元コミュニティなどの活動に貸与されている。このうち第2多目的室は防音仕様で、打楽器など特におおきな音量が発生する一部の楽器を除き、音楽練習にも使うことができる[8]。
  - 体育施設 - 2024年（令和6年）度の竣工予定で建設工事がすすめられている[9]
- 芝生広場・草っぱら - 大きく5箇所にあり、田園調布グリーンフェスタ等イベントにも使用される[6]。
- 多目的広場 - 3箇所にある[2]。球技も可。
- トイレ – せせらぎ館の建物内に2箇所、屋外敷地内に2箇所ある[2]。
- 大山坂 - 多摩川園の人気アトラクションの大山すべり台の跡地。往時を偲ばせる約50メートルの直線の大階段となっている[6]
- いろは坂
- 滝
- 滝坂
- 湧水池 – 池は3箇所にあり、そのうち2箇所は湧水池で「東京の名湧水57選」のひとつに数えられる[6]。様々な水生生物が生息する[2]。

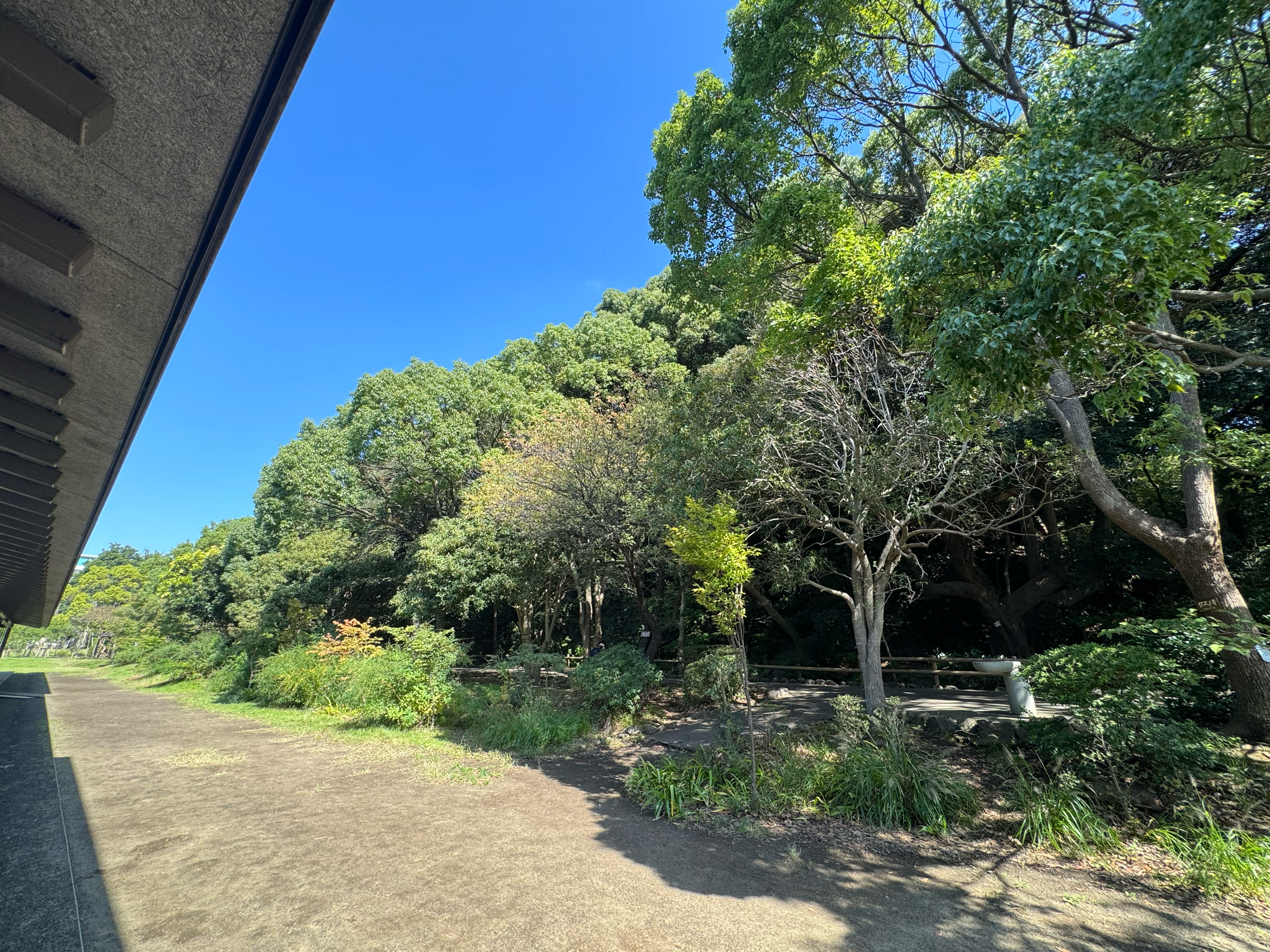
せせらぎ館「縁側」から崖線をのぞむ
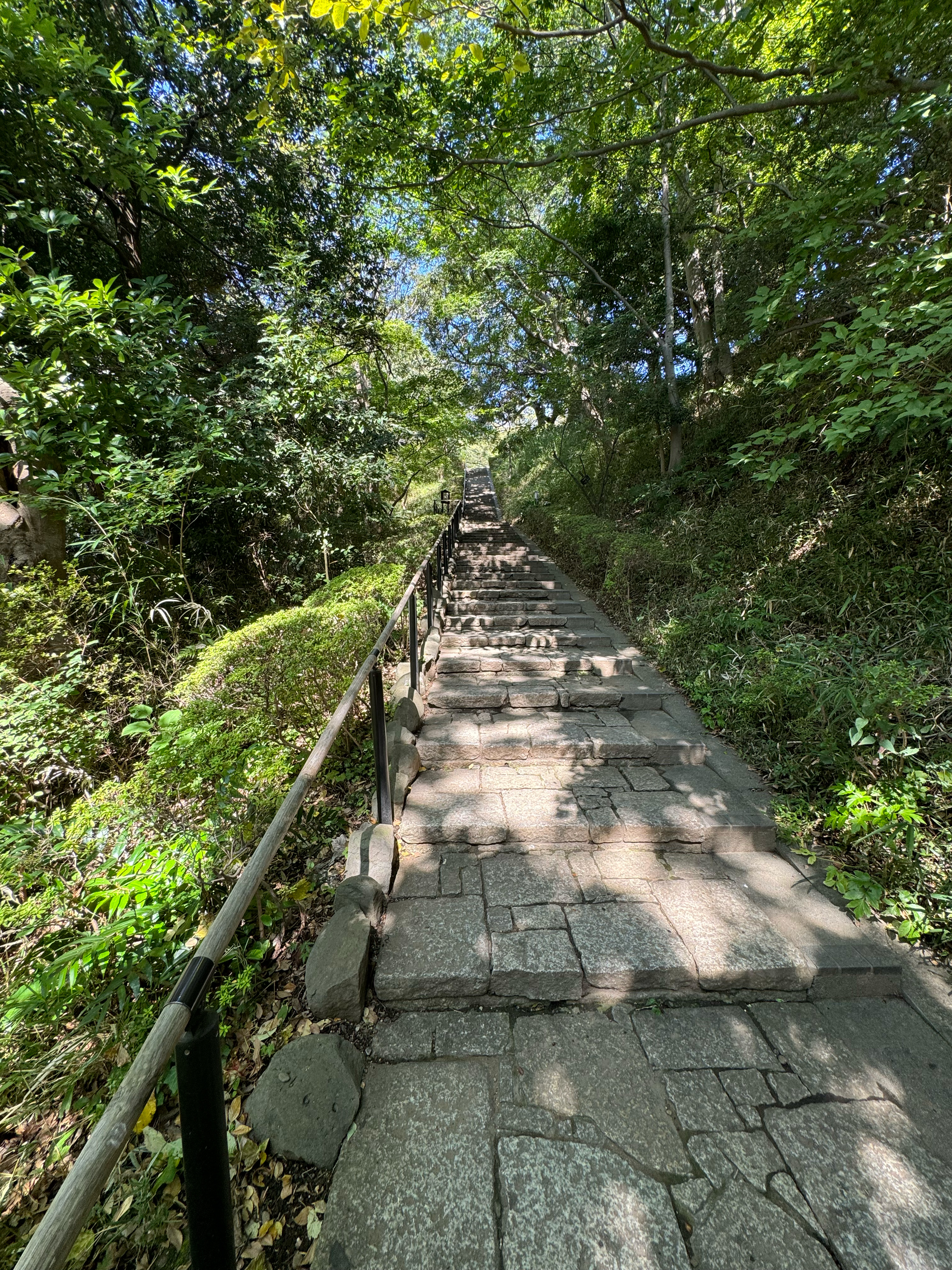
「大山坂」の大階段
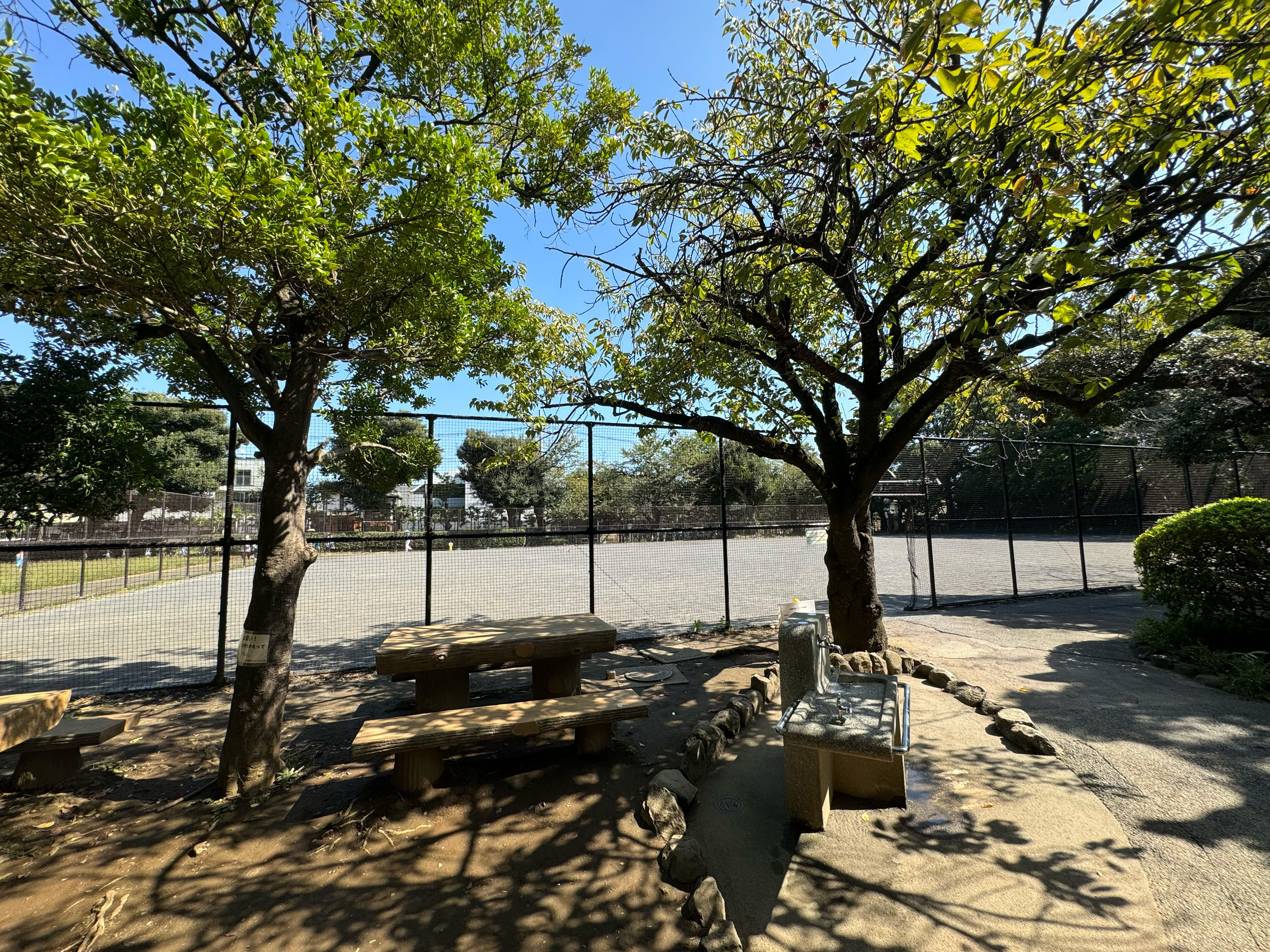
多目的広場（運動場）のひとつ
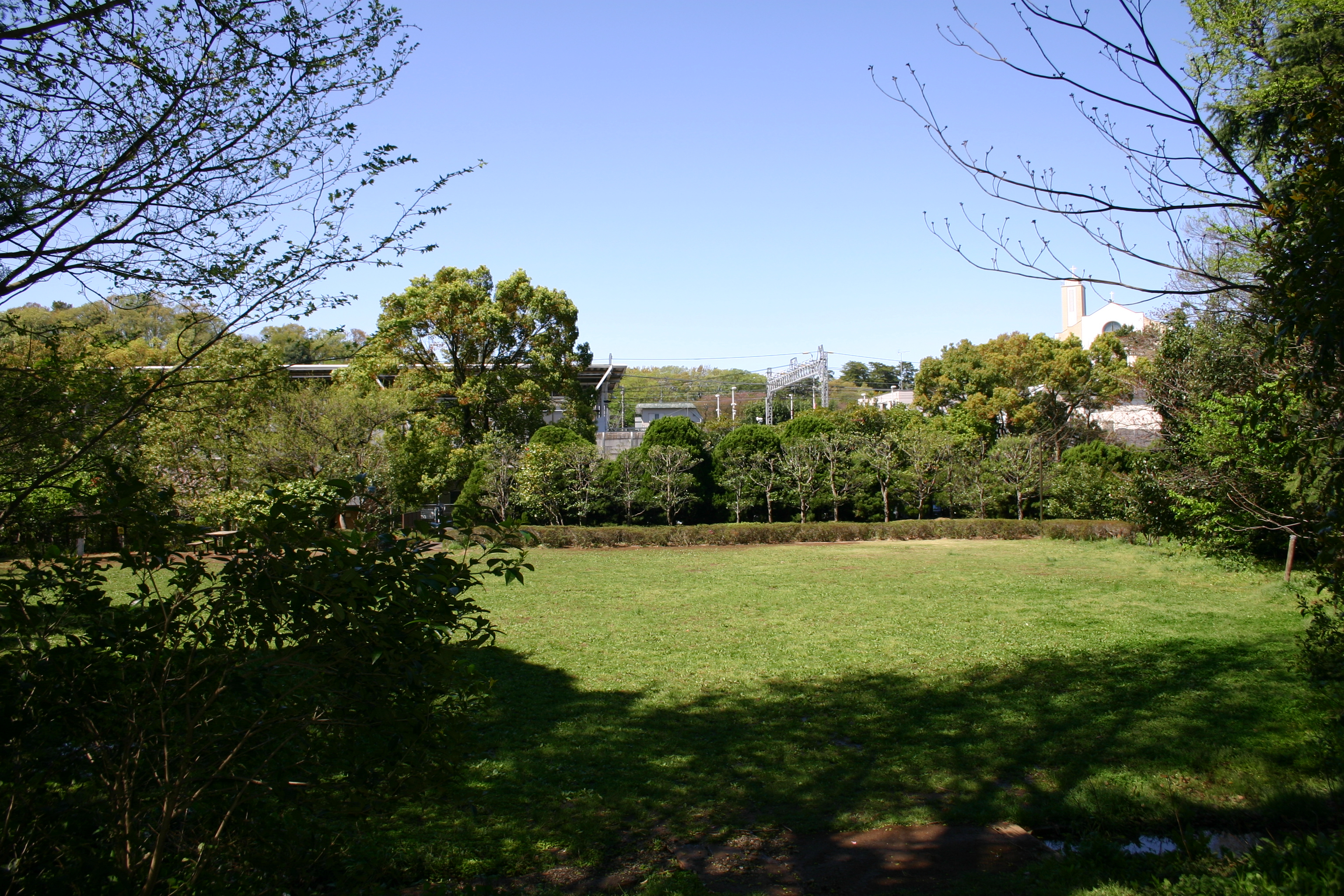
草っぱらのひとつ
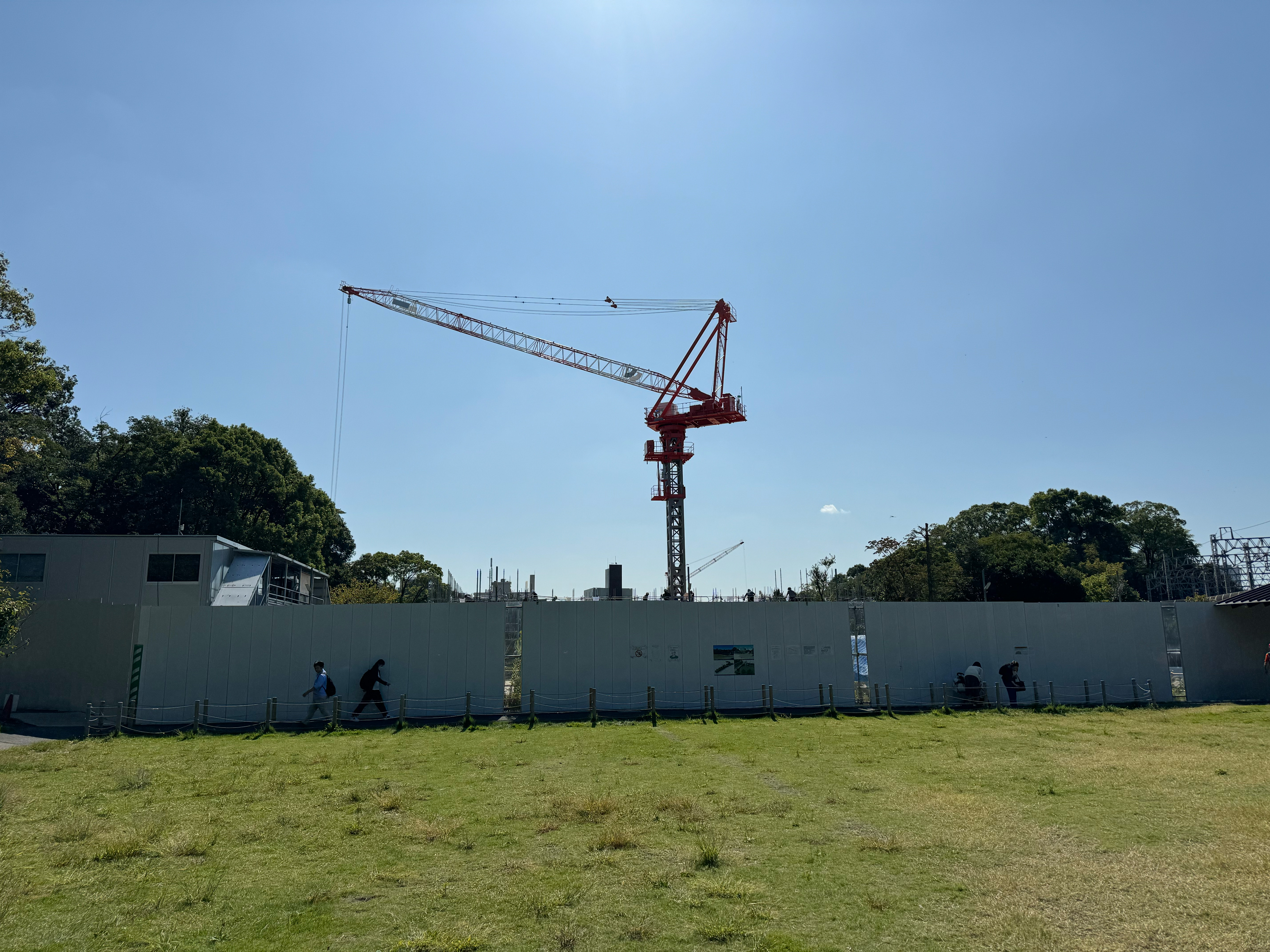
建設中の体育施設（2023年10月）

## 田園調布せせらぎ館

### 沿革
これまで田園調布地区には地域活動の拠点施設がなく、町会から要望があったという。
隣接する田園調布の小学校に通っていて、かつてこの場所にあった多摩川園で遊んだという縁もあり、隈研吾がデザインした。隈研吾は、国立競技場の設計にも携わった著名な建築家であり、図書館建築の設計者としてもよく知られる。
せせらぎ館は、せせらぎ公園内にあった旧公園休憩所と、富士見坂上に位置していた旧田園調布富士見会館の機能を集約している。

### 建築
南北に細長い敷地に建設され、長辺は約120メートル。カフェ、図書スペース、4つの集会室などがあり、集会室のうち3室は多目的室、1室は和室で、地元コミュニティなどに貸し出される。崖線のある東側は全面ガラス張りで、欄間のような開口部と縁側を設ける。
多摩川沿いの崖がみせる緑豊かな自然景観との調和を意識し、「森の縁側」のイメージで設計された。屋内外で積極的に古材を使用する。新しい木材にはエイジング処理を施し、それをランダムに配置することで「崖がつくり出すリズムに即興で新しい旋律を加えているような状態」を目指してデザインされた。

### 図書サービスコーナー
図書サービスコーナーは、正式名称を「田園調布せせらぎ館図書サービスコーナー」といい、大田区の地域力推進部が所管する施設である。「せせらぎ文庫」として館内利用に対応した本、雑誌、絵本を備える。
大田区立図書館にある資料の予約・受取・返却、レファレンスサービス、図書館の利用者登録ができる。
館内利用者端末では大田区立図書館にある資料の検索も可能。24時間返却可能な図書館返却ポストもある。

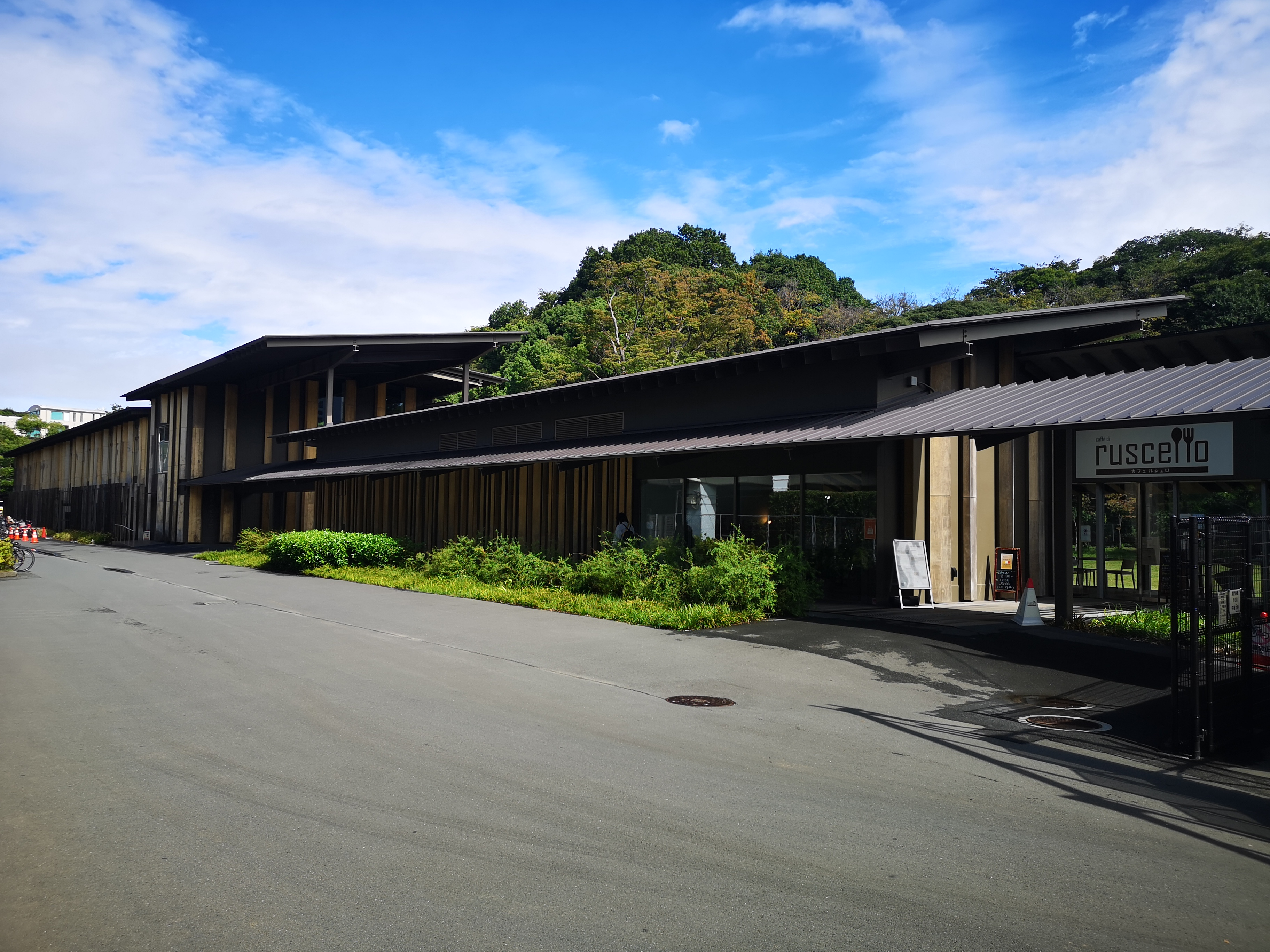
外観
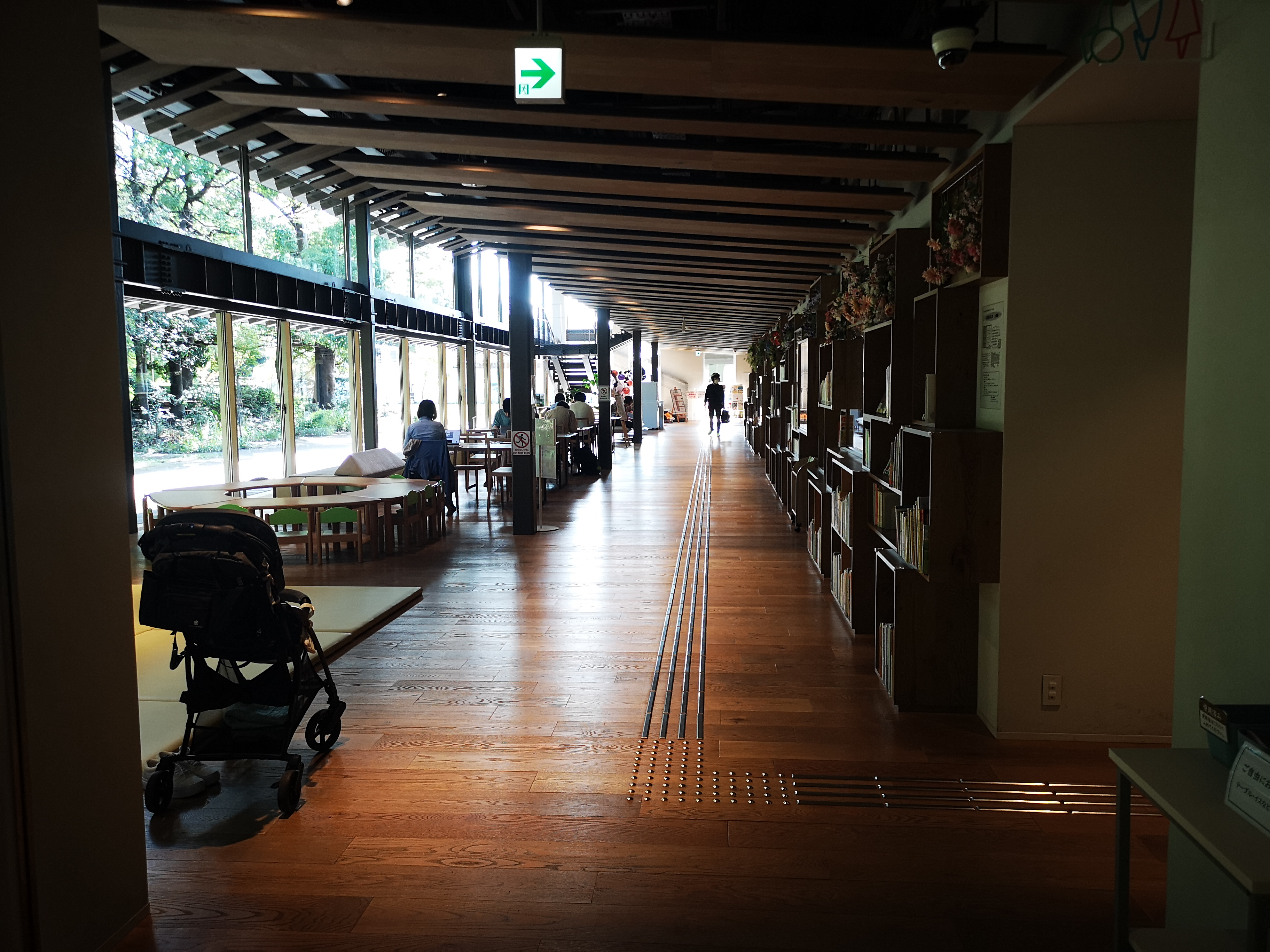
1階
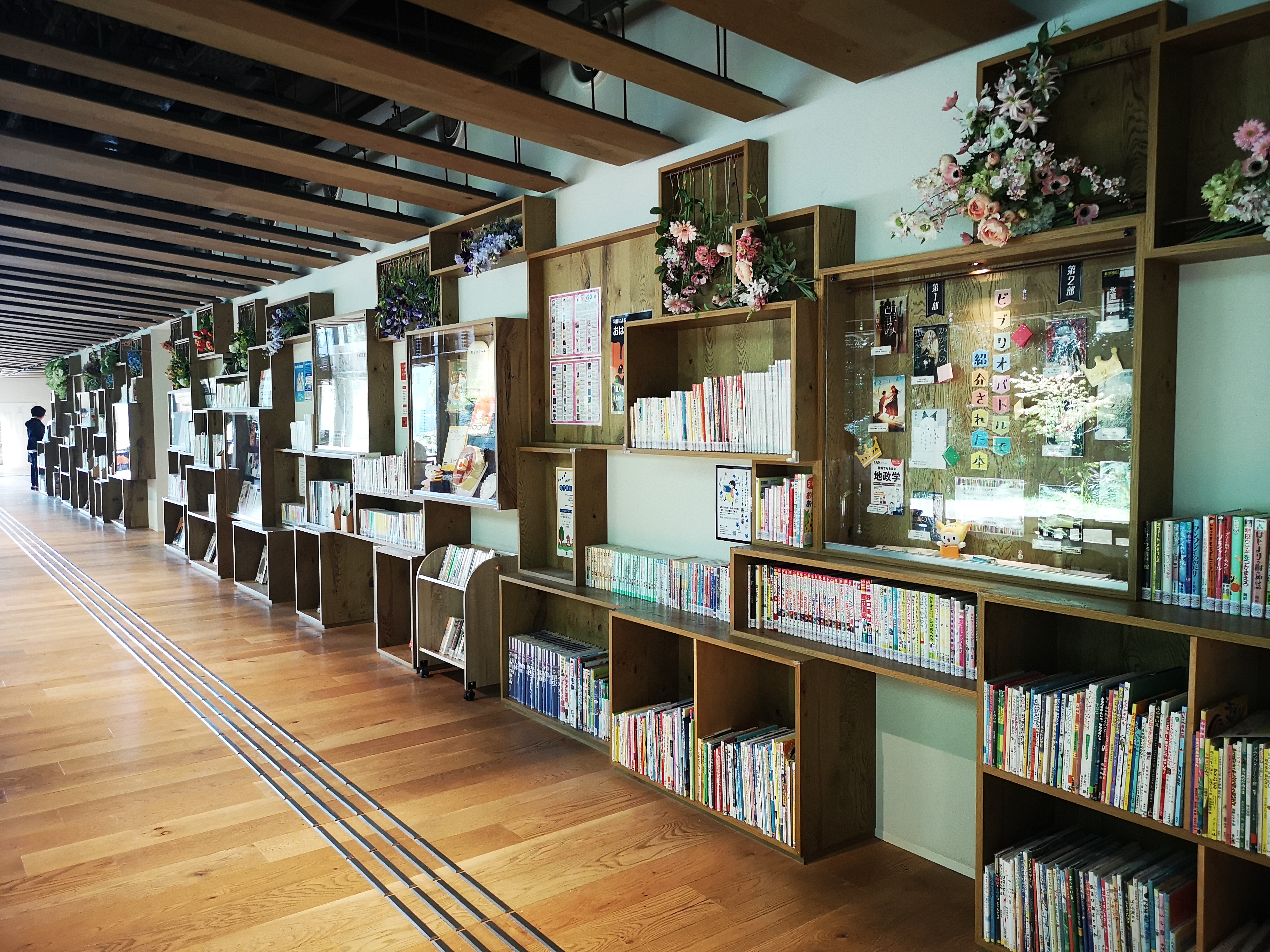
1階せせらぎ文庫
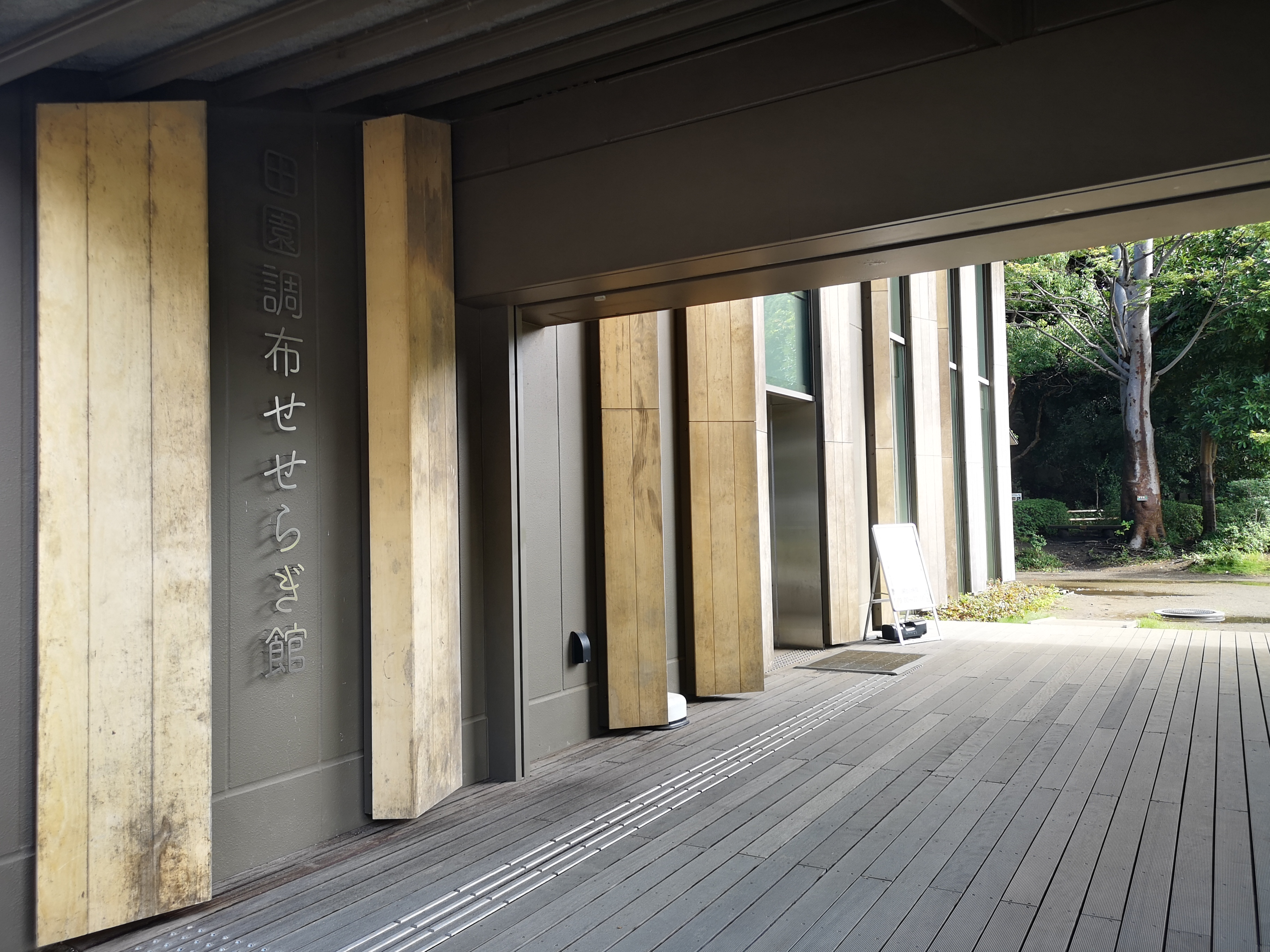
1階エントランス

## 運営組織
指定管理者は田園調布せせらぎハーモニー。株式会社日比谷花壇、一般社団法人田園調布グリーンコミュニティ、株式会社紀伊國屋書店、不二興産株式会社で構成されている。田園調布せせらぎハーモニー共同事業体として2020年（令和2年）に公式サイトの運用を開始した。

## 利用案内
せせらぎ公園
4月～9月　7：00～18：00
10月、2月、3月　7：00～17：00
11月～1月　7：00～16：30　
せせらぎ館
9時00分〜22時00分（諸室の予約や図書サービスコーナー　9時00分～19時00分）
毎月第2木曜日（祝祭日の場合は翌日）と年末年始（12月29日～1月3日）は休館

## 現地情報

### 所在地
- 住所　東京都大田区田園調布1丁目53番12号
- 大田区の南部、久が原台に位置する[1]。

### アクセス
- 東急電鉄東横線・目黒線・東急多摩川線「多摩川駅」の東側に隣接する[1]。
- 駐車場 - 20台（内、障がい者用1台）
  - 利用時間：6：30～22：30
- 駐輪場 -東門約50台、北門37台
  - 利用時間：東門　公園の開園時間と同じ　／　北門　終日

### 周辺情報
- 多摩川台公園
- 田園調布のイチョウ並木
- 田園調布駅
- 六郷用水
- 多摩川浅間神社